# مارك تورنبول
مارك تورنبول (بالإنجليزية: Mark Turnbull)‏ هو متسابق يخت أسترالي، ولد في 11 أكتوبر 1973 في هوبارت في أستراليا.

## وصلات خارجية
- مارك تورنبول على موقع الاتحاد الدولي للملاحة الشراعية (موقع جديد) (الإنجليزية)
- مارك تورنبول على موقع الاتحاد الدولي للملاحة الشراعية (موقع قديم) (الإنجليزية)
- مارك تورنبول على موقع اللجنة الأولمبية الدولية (الإنجليزية)
- مارك تورنبول على موقع أوليمبيديا (الإنجليزية)
- مارك تورنبول على موقع اللجنة الأولمبية الأسترالية (الإنجليزية)